# Dysrhythmia
A Dysrhythmia (jelentése: ritmustalanság) amerikai, instrumentális progresszív metal zenekar. 1998-ban alakult Philadelphiában. Az együttes a progresszív rock, a dzsessz és a heavy metal elemeit ötvözi. Jelenleg a New York állambeli Queens-ben van a székhelyük.

## Tagok
- Jeff Eber - dob (1998-)
- Kevin Hufnagel - gitár (1998-)
- Colin Marston - basszusgitár (2004-)

## Korábbi tagok
- Clayton Ingerson - basszusgitár (1998-2004)

## Diszkográfia
- Contradiction (2000)
- No Interference (2001)
- Pretest (2003)
- Live from the Relapse Contamination Festival (2004)
- Barriers and Passages (2006)
- Fractures (split lemez a Rothko-val, 2007)
- Psychic Maps (2009)
- Test of Submission (2012)
- The Veil of Control (2016)
- Terminal Threshold (2019)